# Cussay

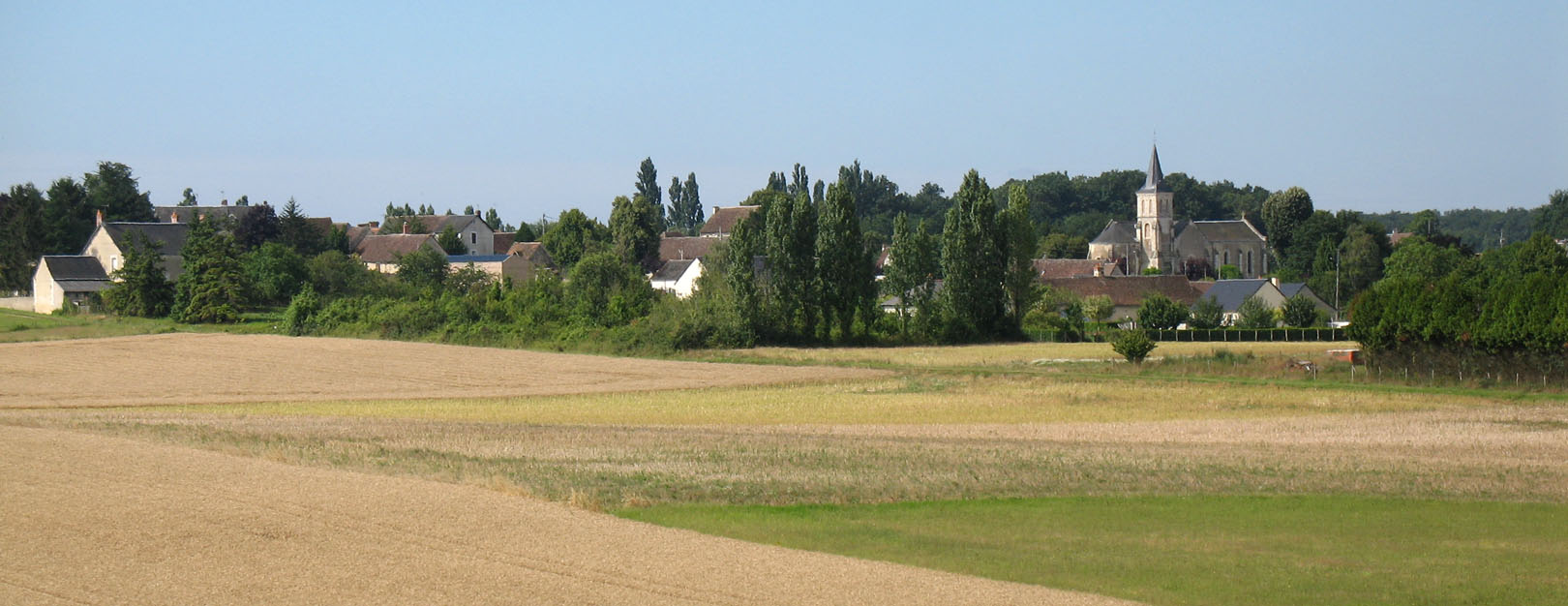
Cussay

 Cussay  es una comuna y población de Francia, en la región de Centro, departamento de Indre y Loira, en el distrito de Loches y cantón de Descartes.
Su población en el censo de 2015 era de 578 habitantes.
Está integrada en la Communauté de communes du Grand Ligueillois.

## Demografía
| 726 | 707 | 583 | 537 | 551 | 560 |
| Para los censos de 1962 a 1999 la población legal corresponde a la población sin duplicidades (Fuente: INSEE [Consultar]) |     |     |     |     |     |